# Požig Kingstona
Požig Kingstona v New Yorku se je zgodil 16. oktobra 1777, v četrtek, med ameriško revolucionarno vojno kot del kampanje pri Saratogi

## Opis
V poskusu, da bi razbremenil pritisk na sile generala Johna Burgoyna v Saratogi v New Yorku, so britanske enote pod poveljstvom Henryja Clintona napadle in zavzele Fort Montgomery in Fort Clinton v Hudson Highlands. Po tej bitki je Clinton poslal sile pod poveljstvom Johna Vaughana, da bi napadle dolino Hudson. Vaughan je napadel in požgal Kingston v New Yorku, takratno glavno mesto zvezne države New York, uničil je več kot 300 zgradb. 
Državna vlada je pobegnila v Hurley v New Yorku. Zapisi okrožja Ulster, okrožja v katerem se je nahajal Kingston, so bili preseljeni v varno kamnito hišo v Kerhonksonu na jugozahodu, ko je postalo očitno, da bodo Britanci požgali ali oblegali mesto.

## V popularni kulturi
Požig Kingstona je osrednji del zapleta romana Rachel Du Mont iz leta 1883, ki ga je napisala Mary Westbrook Van Deusen.